# Istočnokirantski jezici
Istočnokirantski jezici, podskupina od 26 kirantskih jezika, šire mahakirantske skupine, koji se govore na području Nepala. Zajedno sa zapadnokirantskom podskupinom čini kirantsku skupinu. 
Predstavnici su: athpariya, bantawa, belhariya, camling, chhintange, chhulung, chukwa, dungmali, kulung, lambichhong, limbu, lorung (2 jezika: sjeverni i južni), lumba-yakkha, meohang (2 jezika: istočni i zapadni), nachering, phangduwali, pongyong, puma, saam, sampang, waling, yakha, yamphe i yamphu
Jezik moinba s identifikatorom [mob], koji se vodio kao jedan od 27 jezika ove skupine, je povučen i podijeljen na pet individualnih jezika: chug [cvg]; lish [lsh]; kalaktang monpa [kkf]; tawang monpa [twm]; i sartang [onp]

## Vanjske poveznice
- Ethnologue (14th)
- Ethnologue (15th)